# 指導靈
指導靈 (Spirit guide)，又稱 靈界嚮導 或 守護靈，是新紀元運動的信仰對象之一。
在西方的精神主義中，守護靈是指附在人身上或伴隨在身邊進行守護與引導人思想的一種靈體。